# Chapada (Rio Grande do Sul)
Chapada é um município brasileiro da região sul, localizado no interior do estado do Rio Grande do Sul, situado no médio Alto Uruguai do estado, interior gaúcho.
Localizado no Noroeste do Rio Grande do Sul, possui uma área de 684,043 km², uma latitude de 28°03’31’’ sul e uma longitude de 53°04’06’’ oeste.

## Língua regional
- Hunsriqueano riograndense (na própria variante gaúcha do idioma alemão: Riograndenser Hunsrückisch)